# Lennart Edberg
Gustaf Lennart Edberg, född 8 september 1932 i Uddevalla församling i Göteborgs och Bohus län, död  5 juni 2015 i Karlstads domkyrkoförsamling i Värmlands län, var en svensk TV-personlighet, skolledare och översättare.
1964 var Edberg tjänsteman vid Skolöverstyrelsen, men lockades över till Sveriges radio och arbetet som domare i programmet Vi i femman, först sänt i radio under 1960-talet innan det tog steget in i TV-rutan 1970. Till en början var Berndt Friberg programledare, men när Friberg 1985 blev sjuk övertogs uppgiften under en tid av Edberg. Han fortsatte medverka i programmet fram till 1997. Edberg och Friberg skrev också några frågesportböcker tillsammans.
Vid sidan av detta översatte Edberg mellan 1948 och 1998 mer än 100 böcker från engelska och danska, huvudsakligen fackböcker inom olika ämnen, med tyngdpunkt på naturvetenskap, men från 1976 även skönlitteratur.
Lennart Edberg var från 1957 till sin bortgång gift med Inger Edberg (född 1932).